# Mandaguari
Mandaguari es un municipio brasilero del estado del Paraná. Su población estimada en 2006 era de 33.841 habitantes. Integra la Región Metropolitana de Maringá.

## Historia
Durante la segunda guerra, las ciudades que tenían el nombre de origen alemán fueron substituidas. Por encontrarse que Lovat era de origen germánica, el nombre de Lovat tuvo que cambiar su nombre Mandaguari.
El nombre Mandaguari tiene origen indígena, que designaba una especie de abeja existente en la región y que aun lleva ese nombre (de la familia de los Melipónidas).